# Carlos Tavares
Carlos (Antunes) Tavares (Lissabon, 14 augustus 1958) is sinds januari 2022 CEO van het Stellantis concern.
Carlos Taveres werd in 1958 geboren in de Portugese hoofdstad Lissabon. Op latere leeftijd verhuisde hij naar Frankrijk om te studeren aan de École centrale Paris. Hij begon zijn werkzame leven op 23-jarige leeftijd bij Renault. Hij klom op in de Renault hiërarchie, werkte ook jaren bij Nissan  Motors en werd uiteindelijk Chief Operating Officer bij de Franse automobielproducent en zat dicht bij de bestuursvoorzitter Carlos Ghosn.
Hij wilde zelf bestuursvoorzitter worden, maar deze mogelijkheid werd hem niet geboden bij Renault. In januari 2014 stapte hij over naar de PSA Group die in grote financiële problemen verkeerde. In maart van dat jaar werd hij de bestuursvoorzitter. Hij voerde diverse kostenbesparingsacties mede waardoor PSA Group in 2014, na drie verlieslatende jaren, voor het eerst weer winst realiseerde.
Onder zijn leiding neemt PSA Group de Europese activiteiten van General Motors over. Met deze overname komen de merken Opel en Vauxhall in handen van PSA en neemt de omvang van PSA met een derde toe. Wanneer de transactie is afgerond dan is PSA na Volkswagen AG de grootste automobielfabrikant in Europa.
Hij verzamelt klassieke auto's.